# Victor Nilsen
Victor Alexandrovitch Nilsen (en russe : Виктор Александрович Нильсен), né en 1871 à Saint-Pétersbourg et mort en 1949 à Douchanbé, fut l'architecte de la ville de Marioupol de 1901 à 1917 et député à la Douma de Marioupol.

## Biographie
Il est né dans une famille de pasteur. La famille était d'origine danoise et allemande. Victor avait deux frères et une sœur. Il a étudié à Saint-Pétersbourg, où il est diplômé de l'Institut des ingénieurs. Il a commencé à travailler comme architecte et ingénieur dans la ville de Rybinsk sur la Volga. En 1900 il a été nommé par le maire de Marioupol Ivan Alexeïevitch Popov comme architecte de la ville de Marioupol. Les prédécesseurs étaient Samuel Jossipovitch Ber et Adolf Gustavovitch Emerik. Il est en outre député à la Douma de Marioupol,.

## Réalisations
En tant qu'architecte il a conçu et construit l'église Saint-Constantin-et-Sainte-Hélène. Il a également planifié ses deux maisons. Une maison est située en face du jardin de la ville au 49 rue Semenichina et s'appelle la Maison de la nymphe pleureuse. L'autre maison de Nilsen était la Maison des Lions.
En outre, il a conçu et construit en 1911 l'École théologique de l'éparchie, qui est aujourd'hui le bâtiment administratif de l'université technique d'État du raïon de Pryazovske. Les autres bâtiments étaient l'école de l'usine de Nikopol (aujourd'hui l'école secondaire no 21) et l'hôtel « Spartak »,.

## Galerie d'images

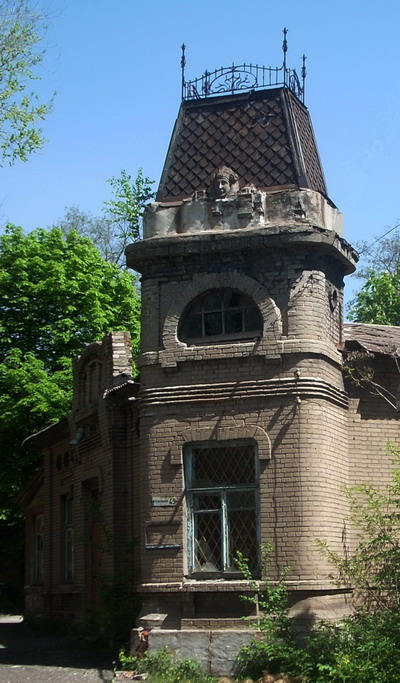
Maison de la nymphe pleureuse.
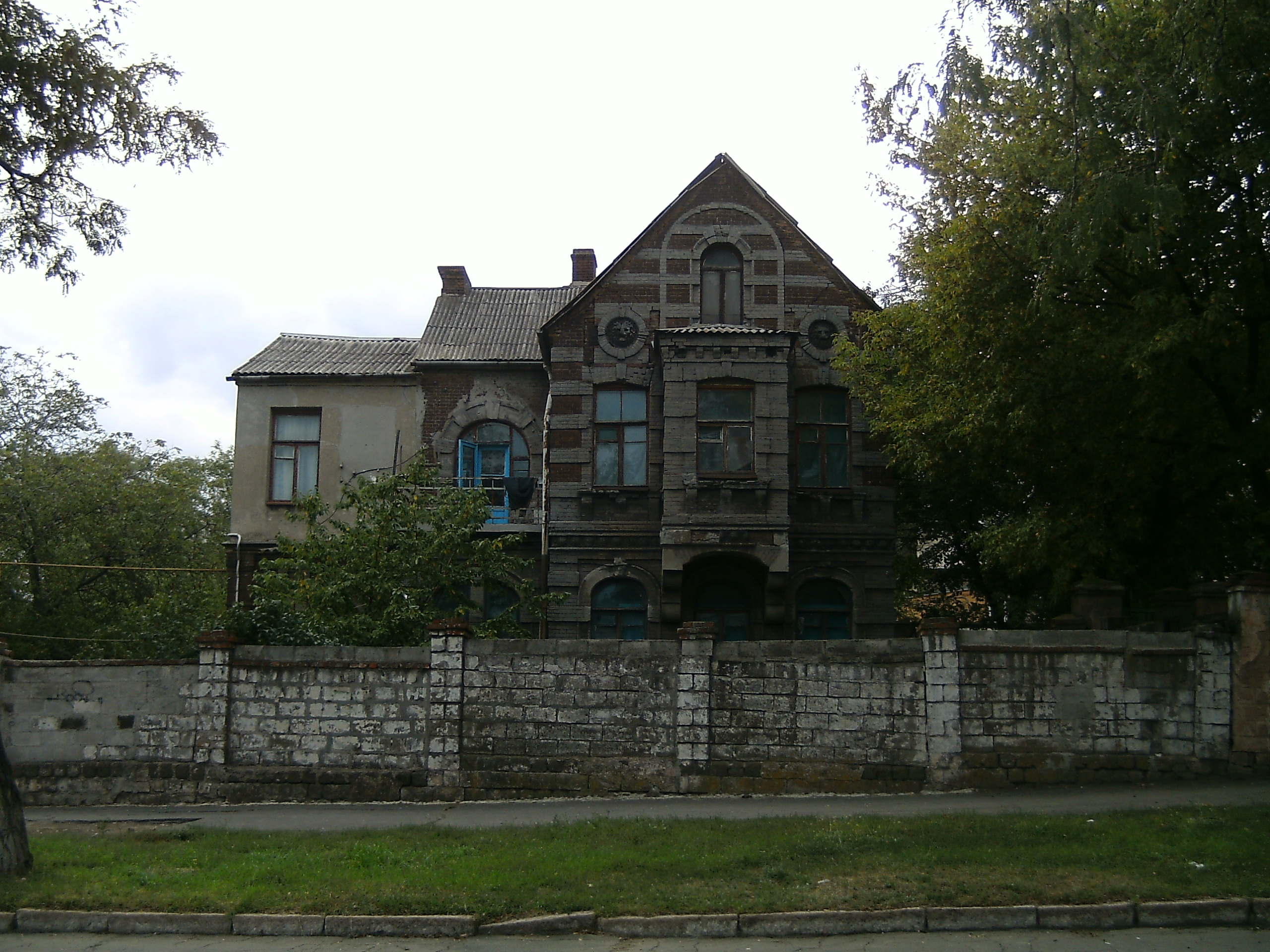
Maison des Lions.
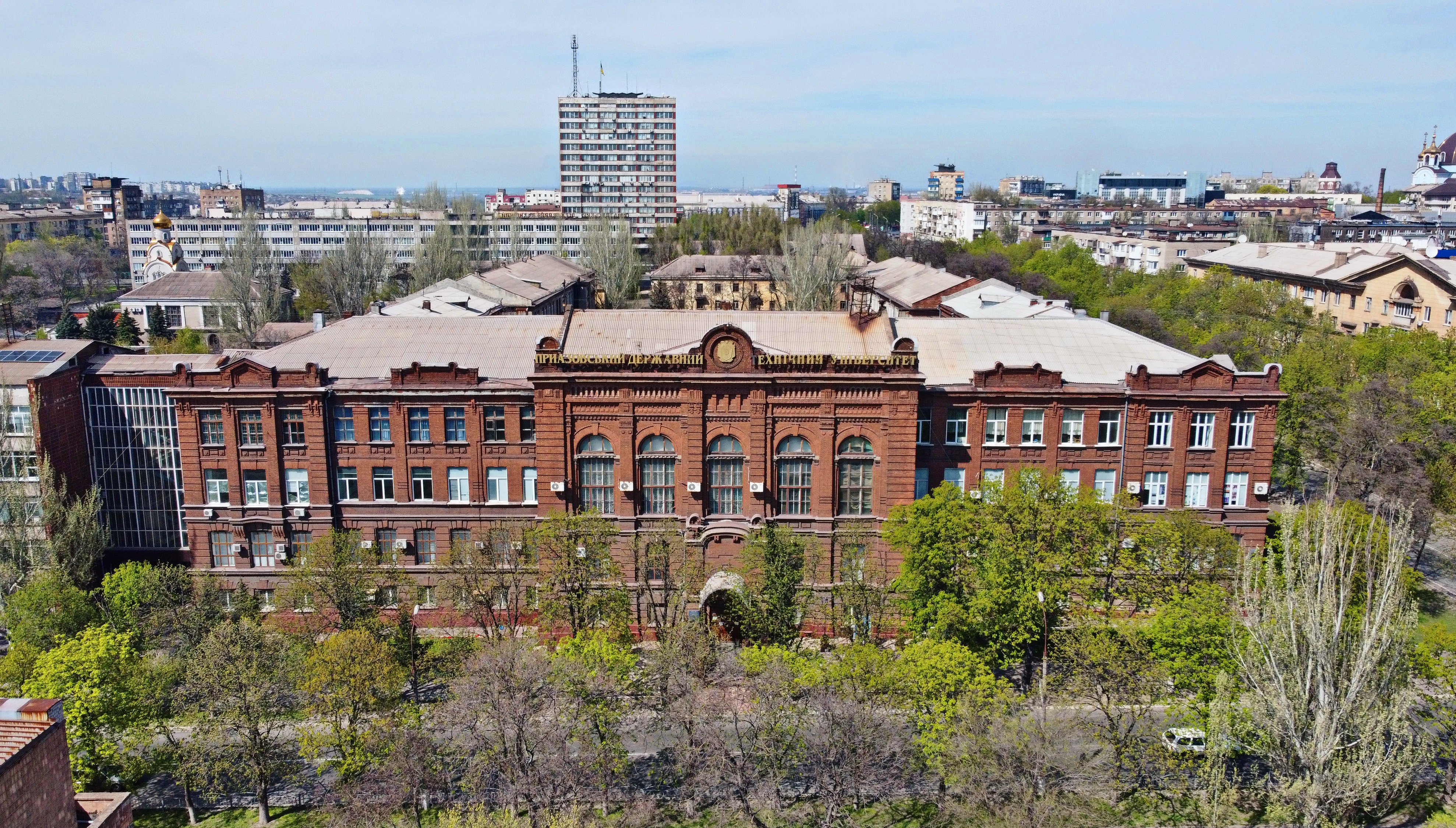
École théologique de l'éparchie.
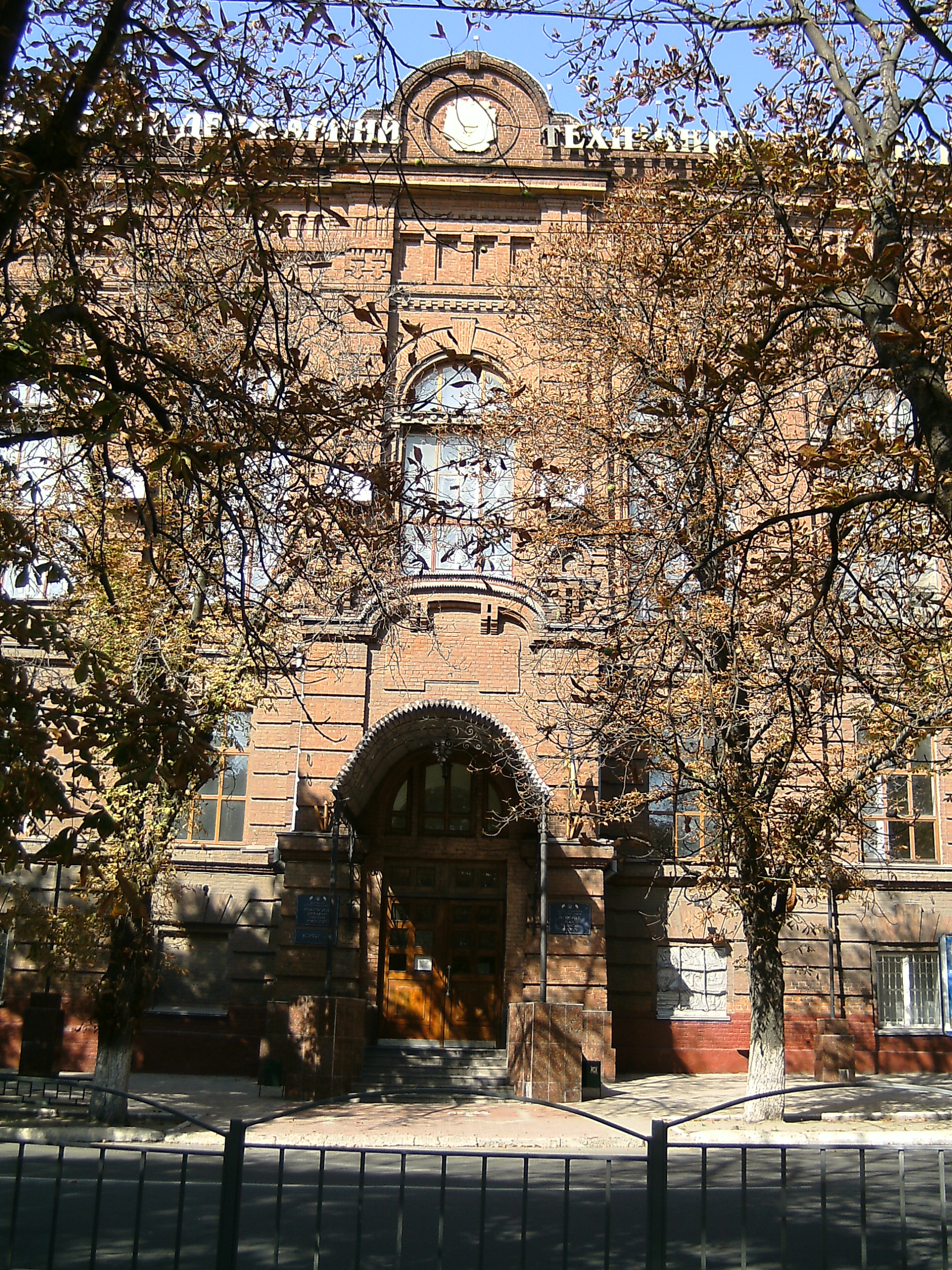
Détail de l'entrée.
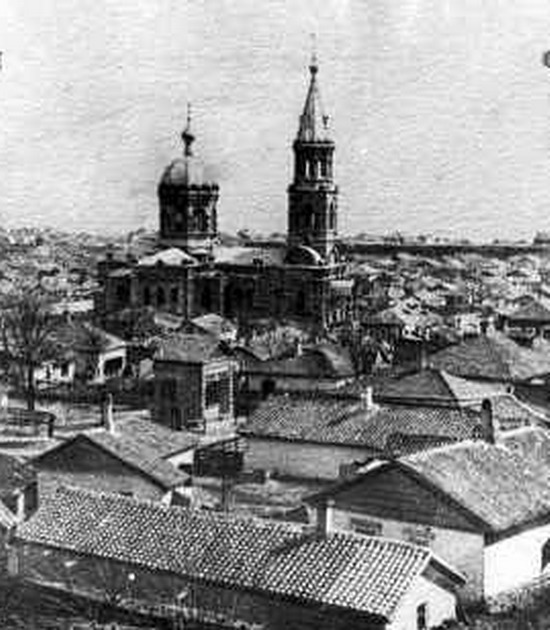
Église Saint-Constantin-et-Sainte-Hélène (Marioupol).
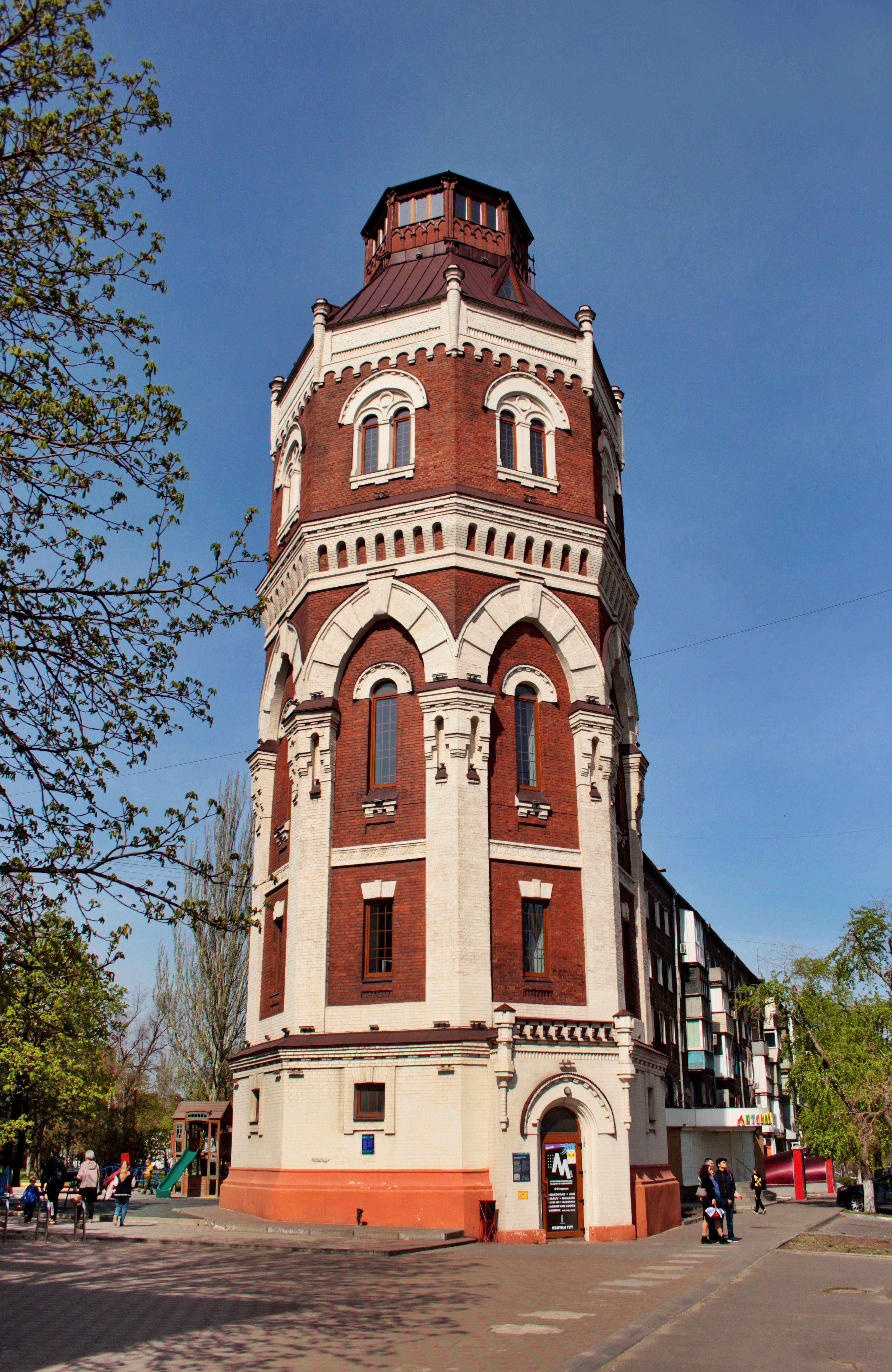
Ancien château d'eau de Marioupol.